# Maison monténégrine du football
La Maison monténégrine du football est un complexe sportif et administratif situé à Stari Aerodrom, à Podgorica. Elle a été inaugurée le 21 mai 2016, à l’occasion du dixième anniversaire du rétablissement de l’indépendance du Monténégro. Ses locaux abritent la Fédération de Football du Monténégro.
L'inauguration a été assistée par des représentants du gouvernement monténégrin et de la municipalité de Podgorica, ainsi que par le président de la Fédération Internationale de Football Association (FIFA), Gianni Infantino, et le vice-président de l'Union des Associations Européennes de Football (UEFA) de l'époque, Ángel María Villar. Des hauts responsables des fédérations de football européennes, des joueurs actuels et anciens de l'équipe nationale, ainsi que de nombreux acteurs du football et amis de la fédération monténégrine étaient également présents.
Le complexe s'étend sur une superficie de 3 784 mètres carrés.Il comprend un parking souterrain, un dépôt de matériel et une blanchisserie au sous-sol. Au rez-de-chaussée, on trouve la réception, une salle de presse, une salle de réunion et les locaux de la télévision de la FSCG. Le premier et le deuxième étage abritent des salles de réunion et des bureaux. Ces espaces sont destinés aux activités administratives de la fédération ainsi qu'aux équipes nationales.

## Fédération de football du Monténégro
La Fédération de Football du Monténégro (FSCG) est l'organe suprême du football qui supervise les compétitions de football au Monténégro, avec son siège à Podgorica.
Depuis 2001, son président est l'ancien footballeur Dejan Savićević, qui a également été entraîneur de l'équipe nationale. Après l'adhésion du Monténégro à l'UEFA, Zoran Filipović a été nommé le 2 février 2007 en tant que premier sélectionneur de la nouvelle équipe nationale de football du Monténégro.